# Friedrich Traugott Kützing
Friedrich Traugott Kützing (8 de diciembre de 1807, Ritteburg, Artern - † 9 de septiembre de 1892, Nordhausen) fue un botánico y algólogo alemán.

## Biografía
Primero trabajó como farmacéutico, estudiando luego historia natural, y realizando expediciones florísticas al litoral, Dalmacia, Italia, y los Alpes. En 1838 es docente de ciencias en el Colegio de Nordhausen. En 1843 oposita y gana la cátedra de profesor de Botánica, donde permanecería hasta su retiro en 1883. Realizó las primeras investigaciones de fermentaciones en 1837, donde independientemente tres estudiosos describen muchos de las principales características de las levaduras: Cagniard-Latour (1837) en Francia, y Schwann (1837) y Kützing (1837) en Alemania. Todos habían trabajado con la microscopía para realizar sus conclusiones. 

## Algunas publicaciones
- " Spécies algarum ". Leipzing. 1849. Tiene todas las especies conocidas a la época. Besides, he(it) wrote: " Textual comparison Diatomearum "
- „Synopsis Diatomearum“. Halle. 1833
- „Tabulae phycologicae“. Nordh. 1845-70, 20 v. 2.000 planchas coloreadas
- „Phycologia generalis, oder Anatomie, Physiologie und Systemkunde der Tange“. Leipz. 1843. 80 ilustraciones coloreadas
- „Die kieselschaligen Bacillarien oder Diatomeen“. Nordh. 1844.
- „Phycologia germanica“. 1845
- „Algae aquae dulcis“. Halle 1833-36, Heft 1-16)
- „Grundzüge der philosophischen Botanik“ (Principales rasgos de una Botánica filosófica). Leipz. 1851-52, 2 v. En esta obra aparece como defensor de la "generación espontánea, y luchando contra la hipótesis de la estabilidad de las especies.

- La abreviatura «Kütz.» se emplea para indicar a Friedrich Traugott Kützing como autoridad en la descripción y clasificación científica de los vegetales.[1]